# Colorant industriel
 (décembre 2016).
Améliorez-le ou discutez des points à vérifier. 
Un colorant industriel est une substance utilisée en industrie pour apporter une couleur à un objet à teinter[réf. nécessaire].

## Historique

### Découverte des colorants organiques de synthèse
Extraits des Mémoires de Sir William Henry Perkin (1838-1907) :

« En 1856, encore jeune chimiste, j'essayais de synthétiser la quinine pour combattre le paludisme qui touchait nos fières troupes qui défendaient aux Indes, l'honneur britannique. 
Après plusieurs essais, j'en arrivai à oxyder un dérivé de l'aniline, l'allyltoluidine. J'obtins vite un splendide précipité rouge-brun. 
Bien sûr, ce composé n'avait rien à voir avec la quinine artificielle que je recherchai mais il éveilla cependant ma curiosité de chimiste car, en ayant renversé une petite éprouvette, je vis qu'il produisait sur le parquet et sur ma blouse, des taches certes belles mais surtout indélébiles. Sans le savoir je venais d'inventer ce colorant de bonne tenue dont l'industrie textile avait tant besoin.
Je l'appelai d'abord « violet allyltoluidin » puis pourpre d'aniline mais mon épouse trouvant ce nouveau nom encore trop barbare lui préféra celui de mauvéine qui fut définitivement adopté. 
Ce fut, pour nous tous, le début d'une période faste chargée de gloire et de richesses. Tout cela pour avoir découvert, par hasard, et breveté, en toute connaissance de cause, le premier colorant artificiel utilisable par l'industrie en toutes quantités. 
Ce qui, il faut l'avouer, était loin d'être le cas des colorants naturels, souvent fort coûteux et difficiles à obtenir. »

Le premier colorant organique synthétique fut découvert par sérendipité. Pendant ses vacances de Pâques, le 23 mars 1856, le chimiste anglais William Perkin, âgé de dix-huit ans et assistant de August von Hofmann au Royal College of Chemistry, s’amusa à oxyder la N-allyl-toluidine C10H13N par l'ion dichromate (Cr2O72−), espérant obtenir la quinine C20H24N2O2. L’expérience fut un échec, la quinine et la N-allyl-toluidine ayant des structures sans aucun rapport. Cependant, en rinçant son flacon, il remarqua que le solide obtenu se dissolvait dans l’alcool pour donner une solution pourpre intense, qu’il nomma mauvéine ou pourpre d’aniline (la toluidine étant un dérivé de l’aniline), substance d'une couleur alors originale pouvant ainsi servir à teindre les tissus. Cette découverte révolutionna l'utilisation des colorants dans les industries textile et chimique car avec la mauvéine, Perkin permettait de se dispenser des substances naturelles parfois difficiles à obtenir et souvent coûteuses.
La découverte de Perkin marquait la naissance de l’industrie chimique organique. La concurrence aidant, vers 1900, une grande palette de colorants était déjà disponible, à des prix suffisamment modiques pour ruiner les planteurs de garance du Sud de la France. Quant à Perkin, en 1874, fortune faite, il vendit ses usines, se remit à la chimie et s’imposa comme l’un des plus grands organiciens du XIXe siècle.
Une retombée bénéfique et quelque peu inattendue du développement de la chimie des colorants a été la création de la chimiothérapie par Paul Ehrlich (1854-1915, Prix Nobel de Médecine 1908). Ehrlich définissait la chimiothérapie comme la destruction sélective de germes pathogènes chez le malade par des produits chimiques. Le sens du mot a été élargi et inclut maintenant également le traitement chimique du cancer.

## Classement
Obtenus à partir du XIXe siècle, par la chimie industrielle, dans la suite de l'aniline les colorants industriels sont classés aujourd'hui selon un plan dérivé du « Colour Index », en dix rubriques et six sous-rubriques :
1. nitro dérivés ;
2. dérivés du triphénylméthane ;
3. xanthéniques ;
4. dérivés de l'acridine ;
5. dérivés de la quinoléine ;
6. anthraquinoniques ;
7. indigoïdes ;
8. phtalocyanines ;
9. bases d'oxydation ;
10. azoïques :
  1. précurseurs des azoïques insolubles,
  2. pigments azoïques,
  3. azoïques de type « solvants »,
  4. de type « disperseur »,
  5. colorants monoazoïques avec groupe solubilisant,
  6. diazoïques et triazoïques.

## Médecine
Les risques que font courir les colorants sont :
- allergies : de contact et pulmonaire ;
- cancers cutanés et systémiques : risque suspecté ;
- hyperactivité chez les enfants : risque confirmé.